# HighTone Records
HighTone Records war ein US-amerikanisches Independent-Label mit Sitz in Oakland, Kalifornien, USA. HighTone spezialisierte sich auf amerikanische Rootsmusik, darunter Country, Rockabilly, Western Swing, Blues und Gospel. Das Label wurde 1983 von Larry Sloven und Bruce Bromberg gegründet. Die erste Veröffentlichung des Labels war 1983 das Album Bad Influence von Robert Cray. Diesem Erfolg sollten um die 300 weitere Alben folgen.
Im September 2006 veröffentlichte das Label eine 5-CD-Box mit dem Titel American Music: The HighTone Records Story. Diese Veröffentlichung fasste viele der einflussreichsten Aufnahmen des Labels zusammen. 2008 verkaufte das Unternehmen den Katalog an Shout! Factory, die weiterhin Neuauflagen und Kompilationen veröffentlichte. 2016 wurde der HighTone-Katalog von Concord Bicycle Music aufgekauft.